# 가리와군

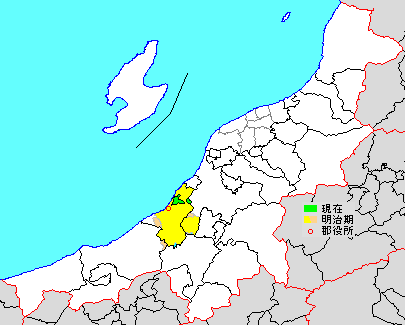
가리와 군의 위치

가리와군(일본어: 刈羽郡, かりわぐん)은 일본 니가타현의 군이다.
인구 4,146명, 면적 26.27km², 인구밀도 158명/km².(2025년 3월 1일, 추계인구)
이하 1촌으로 구성된다.
- 가리와촌(刈羽村)

## 군역
1879년 행정 구역으로 발족 당시의 군역은 위의 1촌 외에 아래의 구역에 해당한다.
- 가시와자키시의 대부분
- 나가오카시의 일부

## 역사
1878년 군구정촌 편제법에 의해 에치고국 가리와군을 관할하였다. 가리와군이 창설되어 군 관공서는 가시와자키정(현 가시와자키시)에 놓였다.
- 1889년 4월 1일 - 정촌제 시행으로 아래의 정촌이 발족. 따로 표기한 경우 외에는 현 가시와자키시.(4정 67촌)

- 가시와자키정(柏崎町)
- 오스촌(大洲村)
- 시모주쿠촌(下宿村), 구지라나미촌(鯨波村)
- 비와지마촌(枇杷島村)
- 가가미사토촌(鏡里村)
- 도요다촌(豊田村)
- 히다카촌(日高村)
- 조조촌(上条村)
- 베쓰마타촌(別俣村)
- 노다촌(野田村)
- 다자와촌(田沢村)
- 오나다니촌(女谷村)
- 오리이촌(折居村)
- 이시구로촌(石黒村)
- 가도이데촌(門出村)
- 오기노시마촌(荻ノ島村), 도치가하라촌(栃ヶ原村), 우루시지마촌(漆島村), 다카오촌(高尾村), 오카노마치촌(岡野町村), 야마나카촌(山中村), 오카다촌(岡田村), 오사와촌(大沢村), 야마무로촌(山室村), 이시조네촌(石曽根村), 모리치카촌(森近村), 모리미쓰촌(森光村), 고구리야마촌(小栗山村)
- 마스다촌(増田村)
- 호스에촌(法末村)
- 유키노촌(結城野村)
- 나카사토촌(中里村)
- 나노카마치촌(七日町村)
- 지야자와촌(千谷沢村)
- 다케이시촌(武石村), 요코사와촌(横沢村), 야마요코사와촌(山横沢村), 제곤촌(善根村), 가노촌(加納村)
- 아키쓰촌(秋津村)
- 기타조촌(北条村)
- 고다니촌(小澗村)
- 히로타촌(広田村)
- 나가토리촌(長鳥村)
- 미나미조촌(南条村), 야스다촌(安田村), 히라이촌(平井村)
- 다지리촌(田尻村)
- 히스미촌(比角村)
- 후지이촌(藤井村)
- 아사히촌(旭村)
- 마키하라촌(槇原村)
- 히요시촌(日吉村)
- 요시이촌(吉井村)
- 소치촌(曽地村): 현 가시와자키시, 가리와촌
- 아부라덴촌(油田村): 현 가리와촌, 가시와자키시
- 도조촌(東城村): 현 가리와촌
- 가리와촌(刈羽村): 현 가리와촌
- 가쓰야마촌(勝山村): 현 가리와촌
- 나가하라촌(長原村): 현 가리와촌
- 묘호지촌(妙法寺村)
- 후타다촌(二田村)
- 나가타니촌(長谷村)
- 베쓰야마촌(別山村)
- 나카가와촌(中川村)
- 이시지정(石地町)
- 오타촌(大田村)
- 시야정(椎谷町)
- 미야가와정(宮川町)
- 아라하마촌(荒浜村)

- 1899년 4월 14일 - 후타다촌·나가타니촌이 합병하여, 새로이 후타다촌이 발족.(4정 66촌)
- 1900년 2월 23일 - 모리미쓰촌·고구리야마촌이 합병하여 모리야마촌(森山村)이 발족.(4정 65촌)
- 1901년 11월 1일 - 아래의 정촌이 신설합병을 통해 통합되다.(3정 29촌)

- 다카하마정(高浜町) ← 椎谷町, 宮川町
- 이시지정 ← 이시지정, 오타촌
- 비와지마촌 ← 비와지마촌, 가가미사토촌［半田·岩上］
- 다지리촌 ← 다지리촌, 야스다촌, 히라이촌, 가가미사토촌［軽井川·佐藤池新田］
- 니시나카도리촌(西中通村) ← 마키하라촌, 히요시촌
- 기타사바이시촌(北鯖石村) ← 아사히촌, 후지이촌
- 다카다촌(高田村) ← 히다카촌, 도요다촌
- 나카도리촌(中通村) ← 요시이촌, 아부라덴촌, 소치촌, 도조촌［赤田町方·赤田北方］
- 가리와촌 ← 가리와촌, 가쓰야마촌, 도조촌［新屋敷·大塚］
- 나카사바이시촌(中鯖石村) ← 제곤촌, 가노촌, 아키쓰촌
- 미나미사바이시촌(南鯖石村) ← 모리치카촌, 이시조네촌, 야마무로촌, 오사와촌
- 조조촌 ← 조조촌, 베쓰마타촌
- 노다촌 ← 노다촌, 다자와촌
- 우카와촌(鵜川村) ← 오나다니촌, 오리이촌
- 다카야나기촌(高柳村) ← 오카노마치촌, 오카다촌, 다카오촌, 우루시지마촌, 오기노시마촌, 가도이데촌, 도치가하라촌, 야마나카촌
- 가미오구니촌(上小国村) ← 모리야마촌, 마스다촌, 유키노촌, 호스에촌
- 기타조촌 ← 기타조촌, 미나미조촌, 고다니촌, 히로타촌, 나가토리촌
- 나이고촌(内郷村) ← 베쓰야마촌, 나카가와촌
- 후타다촌 ← 후타다촌, 나가하라촌, 묘호지촌

- 1924년 8월 10일 - 시모주쿠촌·오스촌이 가시와자키정에 편입.(3정 27촌)
- 1926년 9월 10일 - 히스미촌이 가시와자키정에 편입.(3정 26촌)
- 昭和3年(1928년 12월 1일 - 비와지마촌이 가시와자키정에 편입.(3정 25촌)
- 1940년)
  - 4월 1일 - 구지라나미촌이 가시와자키정에 편입.(3정 24촌)
  - 7월 1일 - 가시와자키정이 시제 시행으로 가시와자키시(柏崎市)가 되어, 군에서 이탈.(2정 24촌)
- 1948년 11월 1일 - 니시나카도리촌의 일부가 가시와자키시에 편입.
- 1949년 7월 1일 - 나카사토촌·요코사와촌·다케이시촌·나노카마치촌이 합병하여 오구니촌(小国村)이 발족.(2정 21촌)
- 1951년 4월 1일 - 기타사바이시촌의 일부가 가시와자키시에 편입.
- 1952년)7월 1일 - 가미오구니촌이 나카우오누마군 센다촌의 일부를 편입.
- 1954년)
  - 4월 1일 - 니시나카도리촌이 가시와자키시에 편입.(2정 20촌)
  - 7월 5일 - 荒浜村이 가시와자키시에 편입.(2정 19촌)
- 1955년)
  - 1월 10일 - 야마요코사와촌이 오구니촌에 편입.(2정 18촌)
  - 2월 1일 - 기타사바이시촌·다지리촌·다카다촌이 가시와자키시에 편입.(2정 15촌)
  - 4월 1일 - 이시구로촌이 다카야나기촌에 편입(2정 14촌)
  - 11월 3일 - 다카야나기촌이 정제 시행으로 다카야나기정(高柳町)이 됨.(3정 13촌)
- 1956년 9월 30일(4정 7촌)
  - 조조촌·노다촌·우카와촌이 합병하여 구로히메촌(黒姫村)이 발족.
  - 이시지정·나이고촌이 합병하여 아사히정(朝日町)이 발족.
  - 오구니촌·가미오구니촌이 합병하여 오구니정(小国町)이 발족.
  - 나카도리촌의 일부가 가리와촌, 일부가 기타조촌, 잔여부가 가시와자키시에 분할편입.
- 1957년)
  - 4월 1일 - 다카하마정 및 구로히메촌의 일부가 가시와자키시에 편입.(3정 7촌)
  - 7월 5일(3정 4촌)
    - 나카사바이시촌·미나미사바이시촌이 가시와자키시에 편입.
    - 지야자와촌의 일부가 오구니정, 잔여부가 산토군 고시지정에 분할편입.

  - 10월 1일 - 기타조촌이 정제 시행으로 기타조정(北条町)이 됨.(4정 3촌)
- 1959년 4월 10일(4정 2촌)
  - 후타다촌의 일부가 가리와촌에 편입.
  - 아사히정 및 후타다촌의 잔여부가 합병하여 니시야마정(西山町)이 발족.
- 1968년 11월 1일 - 구로히메촌이 가시와자키시에 편입.(4정 1촌)
- 1971년 5월 1일 - 기타조정이 가시와자키시에 편입.(3정 1촌)
- 1985년 4월 1일 - 다카야나기정이 히가시쿠비키군 마쓰다이정의 일부를 편입.
- 2005년
  - 4월 1일 - 오구니정이 나가오카시에 편입.(2정 1촌)
  - 5월 1일 - 다카야나기정·니시야마정이 가시와자키시에 편입.(1촌)